# Agüera (Belmonte)
Agüera (en asturiano y oficialmente Augüera) es una aldea y una parroquia del concejo asturiano de Belmonte de Miranda, en España.
El nombre del pueblo viene del asturiano agüeru, que significa charco, canal de riego. Por extensión, se aplica al valle en el que confluyen arroyos.

## Situación
La aldea de Agüera está a unos 10 kilómetros de Belmonte. Se encuentra situada en la orilla izquierda del río Pigüeña, a 340 metros sobre el nivel del mar y se accede a ella por la carretera AS-227.

## Población
La parroquia tiene una superficie de 29,3 km², en la que habitan un total de 77 personas repartidos entre las poblaciones de Abedul (La Bedul), Agüera (Augüera), Agüerina (Augüeirina), La Arena (L'Arena), Los Bazales, La Casa Blanca, La Casa el Sol (La Casa'l Sol), Castañera, Cigüedres, La Ferreiría, Pumadín, Quintanal, Rozos, San Esteban (Saisteban) y Villar de Zuepos (Viḷḷare).

## Monumentos
La iglesia parroquial es del siglo XVIII, con planta en forma de T y está dedicada a San Andrés.

## Festividades
La principal fiesta del pueblo es la festividad de San Fructuoso, el 22 de agosto .